# Цуренко Леся Вікторівна
Ле́ся Вікторівна Цуре́нко (нар. 30 травня 1989) — українська тенісистка-професіонал. Народилася у смт Володимирець Рівненської області, Україна. У професіональному тенісі з 2007 року. Володарка чотирьох титулів WTA Tour в одиночному розряді, а  також шести одиночних і восьми парних титулів ITF.
18 лютого 2019 року досягла 23-ї найвищої позиції у світовому одиночному рейтингу WTA. 28 травня 2018 року — 115 місця в парному рейтингу WTA.
Свою першу перемогу в турнірі WTA Леся здобула на Istanbul Cup 2015, другу на Guangzhou International Women's Open 2016, третю — на Abierto Mexicano TELCEL 2017, четверту — на Abierto Mexicano TELCEL 2018.
Найбільшим успіхом Цуренко на турнірах Великого шолома став вихід чвертьфіналу Відкритого чемпіонату США 2018.
Представляючи Україну в Кубку Федерації, Цуренко здобула 14 перемог при 14 поразках.

## Виступи на турнірах Великого шлему
| Турнір           | 2011 | 2012 | 2013 | 2014 | 2015 | 2016 | 2017 | 2018 | 2019 | 2020 | 2021 | 2022 | 2023 | В-П   |
| ---------------- | ---- | ---- | ---- | ---- | ---- | ---- | ---- | ---- | ---- | ---- | ---- | ---- | ---- | ----- |
| Австралія        | 2к   | 2к   | 3к   | 1к   | 1к   | 1к   | 1к   | 2к   | 2к   | 1к   | К3   | 1к   | 1к   | 6-12  |
| Франція          |      | 1к   | 1к   |      | 1к   | 1к   | 3к   | 4к   | 3к   | К1   | К2   | 1к   | 4к   | 10-9  |
| Вімблдон         | 1к   | 1к   | 2к   | 2к   | 2к   | 1к   | 3к   | 2к   | 1к   | ТН   | Н    | 3к   |      | 8-10  |
| США              |      | 1к   | 1к   | 1к   | 2к   | 4к   | 1к   | ЧФ   | Н    | Н    | К2   | 1к   |      | 8-8   |
| Перемоги-Поразки | 1–2  | 1–4  | 3–4  | 1–3  | 2–4  | 3–4  | 4–4  | 9–4  | 3–3  | 0–1  | 0–0  | 2–4  | 3–2  | 32–39 |

## Фінали турнірів WTA

### Одиночний розряд: 6 (4 титули)
| Результат | №  | Дата            | Турнір                                                | Поверхня | Суперниця           | Рахунок           |
| --------- | -- | --------------- | ----------------------------------------------------- | -------- | ------------------- | ----------------- |
| Перемога  | 1. | 20 липня 2015   | Istanbul Cup, Стамбул, Туреччина                      | Хард     | Уршуля Радванська   | 7–5, 6–1          |
| Перемога  | 2. | 24 вересня 2016 | Guangzhou International Women's Open, Гуанчжоу, Китай | Хард     | Єлена Янкович       | 6-4, 3-6, 6-4     |
| Перемога  | 3. | 4 березня 2017  | Mexican Open, Акапулько, Мексика                      | Хард     | Крістіна Младенович | 6–1, 7–5          |
| Перемога  | 4. | 4 березня 2018  | Mexican Open, Акапулько, Мексика                      | Хард     | Штефані Фегеле      | 5–7, 7–6(7–2),6–2 |
| Поразка   | 1. | 6 січня 2019    | Brisbane International, Австралія                     | Хард     | Кароліна Плішкова   | 6–4, 5–7, 2–6     |
| Поразка   | 2. | 5 лютого 2023   | Thailand Open, Хуахін, Таїланд.                       | Хард     | Чжу Лінь            | 4–6, 4–6          |